# Spathiphyllum commutatum
Spathiphyllum commutatum Schott – gatunek wieloletnich, wiecznie zielonych roślin zielnych z rodzaju skrzydłokwiat, z rodziny obrazkowatych, występujący w środkowej i wschodniej części Azji Południowo-Wschodniej oraz na Wyspach Salomona i Karolinach, zasiedlający równikowe lasy deszczowe.